# Polemonium hingganicum
Polemonium hingganicum là một loài thực vật có hoa trong họ Polemoniaceae. Loài này được (P.H. Huang & S.Y. Li) S.Y. Li & K.T. Adair miêu tả khoa học đầu tiên năm 1994.